# Estádio General San Martín (Mar del Plata)
O Estádio General San Martín foi um estádio de futebol da cidade de Mar del Plata, na Província de Buenos Aires, Argentina. Foi inaugurado em 4 maio de 1952, e demolido em janeiro de 1996.
Recebia partidas dos clubes locais como o Aldosivi, Alvarado entre outros. Também recebia partidas de torneios nacionais e internacionais, de clubes e seleções.